# Skala nominalna
Skala nominalna – rodzaj skali pomiarowej. Zmienne są na skali nominalnej, gdy przyjmują wartości (etykiety), dla których nie istnieje wynikające z natury danego zjawiska uporządkowanie.
Nawet jeśli wartości zmiennej nominalnej są wyrażane liczbowo, to liczby te są tylko umownymi identyfikatorami, nie można więc wykonywać na nich działań arytmetycznych, ani ich porównywać.
Przykłady zmiennych nominalnych: powiat zamieszkania, płeć.
Przykłady zmiennych niebędących nominalnymi: prędkość samochodu, wiek
Szczególnym przypadkiem skali nominalnej jest skala dychotomiczna, w przypadku której istnieją tylko dwie możliwe wartości zmiennej (np. płeć, odpowiedzi na pytania typu tak/nie)

## Dopuszczalne operacje statystyczne
- zliczanie,
- obliczanie frakcji (procent całości),
- moda,
- binaryzacja (zamiana zmiennej nominalnej {\displaystyle x} na szereg zmiennych dychotomicznych {\displaystyle x_{i},} przyjmujących np. wartość 1, gdy {\displaystyle x=i} i 0 w przeciwnym wypadku).